# Mărculești
Mărculești (pronúncia romena: [mərkuˈleʃtʲ]) é uma cidade no distrito de Florești, no norte da Moldávia, com uma população de 2.081 no censo de 2004. A cidade já foi o local de uma colônia agrícola e mercantil judaica até sua destruição no Holocausto.

## No cinema e na televisão
O documentário de 2015 do cineasta Matthew Mishory, Absent, foi filmado em Mărculeşti, local de uma horrível atrocidade em 1941, na qual todos os judeus da vila foram massacrados pelo exército romeno. O filme apresenta os atuais moradores de Mărculeşti, alguns dos quais parecem não saber (ou não querem discutir) o que aconteceu. Os avós de Mishory viviam na aldeia, fugindo para Israel pouco antes do início do Holocausto. Em entrevista ao Tablet, Mishory discutiu as emoções complexas de filmar lá: "A história de Mărculeşti e o Holocausto colocam questões intelectuais e teológicas impossíveis. Tudo o que posso dizer é que meus sentimentos sobre o que aconteceu em Mărculeşti são complicados. Continuo sendo um judeu praticante. E também tenho sérias dúvidas sobre a natureza humana. Estou com raiva que as pessoas que vivem com vista para um campo de extermínio mintam sobre sua história. Mas também tenho muita empatia pelos atuais moradores da aldeia e suas difíceis circunstâncias". O filme teve sua estreia mundial no Astra Film Festival em Sibiu, Romênia e levou a esforços para preservar o cemitério judeu abandonado de Mărculeşti.